# Colin Hardie
Colin Graham Hardie (* 16. Februar 1906 in Edinburgh, Schottland; † 17. Oktober 1998 in Chichester, West Sussex) war ein britischer Altphilologe.

## Leben
Colin Hardie war der dritte Sohn des Professors William Ross Hardie (1862–1916, Fellow des Balliol College, Oxford, und „Professor of Humanity“ an der Universität Edinburgh), und Isabella Watt Hardie (geborene Stevenson). Colin Hardie besuchte die Edinburgh Academy, eine freie Schule. Sein älterer Bruder William Francis Ross Hardie (1902–1990) war von 1950 bis 1969 Präsident des Corpus Christi Colleges in Oxford.
Seit 1940 war Hardie mit der Christin Viola Mary Lucas (1910–2001, Tochter von Percival Lucas) verheiratet, sie hatten zwei Söhne, Anthony und Nicholas, der im Jahre 1950 zu Weihnachten eine Ausgabe von The Lion, the Witch and the Wardrobe (Der König von Narnia) von C. S. Lewis, einem Freund seines Vaters, mit einer persönlichen Widmung erhielt. „Nicholas Hardie, with love from Jack Lewis.“ Das Buch wurde am 19. Juli 2012 auf einer Auktion für 8.000 £ angeboten.
1927 erhielt Colin Hardie den Gaisford Prize für griechische Prosa. Von 1928 bis 1929 war er zunächst Junior Research Fellow am Balliol College in Oxford und von 1933 bis 1936 Direktor an der British School in Rom. Von 1967 bis 1973 arbeitete er als Fellow und Tutor für Klassische Philologie und ab 1967 auch als Public Orator (öffentlicher Sprecher) am Magdalen College der Universität Oxford. Er war, wie J. R. R. Tolkien, C. S. Lewis, Nevill Coghill oder Hugo Dyson ein Mitglied der Vereinigung der „Inklings“.

## Schriften
- Homer and the Odyssey Another Point of View. In: Antiquity. Band 16, Nr. 63, 1942, ISSN 0003-598X, doi:10.1017/S0003598X00017749, S. 265–277.
- mit C. S Lewis: The myth of Oedipus. Oxonian Press, Oxford 1946.
- Dante’s Comedy as self-analysis and integration. 1959.
- Vitae Vergilianae antiquae: vita Donati, vita Servii, vita Probiana, vita Focae, S. Hieronymi excerpta. Oxford University Press, London 1966.
- The Georgics: a transitional poem. Abbey Press, Abingdon 1971.